# Élia António de Araújo dos Reis Amaral

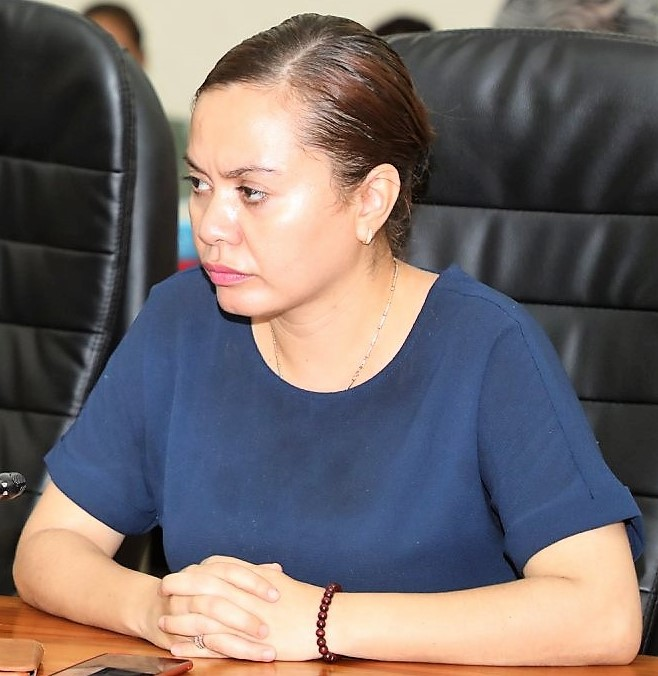
Élia António de Araújo dos Reis Amaral (2019)

Élia António de Araújo dos Reis Amaral ist eine osttimoresische Politikerin. Sie ist Mitglied der Partei Congresso Nacional da Reconstrução Timorense (CNRT).
Am 22. Juni 2018 wurde sie zur ersten Vizeministerin für Gesundheit vereidigt. Dem für die VIII. Regierung Osttimors von Premierminister Taur Matan Ruak vorgeschlagene Sérgio Lobo wurde von Präsident Francisco Guterres bisher die Ernennung verweigert, weswegen Amaral das Ministerium führte.
Seit Beginn der Krise um die COVID-19-Pandemie in Osttimor hatte es Kritik an Amaral gegeben. Mehrfach geriet sie bei Pressekonferenzen in Streit mit Journalisten. Nachdem am 2. April 2020 in zwei aufeinanderfolgenden Pressekonferenzen zwei unterschiedliche Angaben über die Anzahl der Verdachtsfälle in Osttimor veröffentlicht wurden, wurde am Tag darauf Amaral von Präsident Francisco Guterres auf Antrag von Premierminister Taur Matan Ruak entlassen.
Am 1. Juli 2023 wurde Amaral zur Gesundheitsministerin in der IX. Regierung Osttimors von Premierminister Xanana Gusmão vereidigt.